# Arafo
Arafo ist eine Gemeinde im Nordosten der Kanareninsel Teneriffa. Sie ist mit der Inselhauptstadt Santa Cruz de Tenerife über die Südautobahn TF-1 und über die alte Straße Santa Cruz de Tenerife – Adeje verbunden. Arafo liegt südöstlich von Santa Cruz de Tenerife. Nachbargemeinden sind La Victoria de Acentejo im Nordwesten, Candelaria im Norden, Güímar im Süden und La Orotava im Westen.
Die Gemeinde Arafo hat eine Ausdehnung von 33,92 km² auf einer durchschnittlichen Höhe von 450 m über dem Meeresspiegel.

## Einwohner
| Jahr | Einwohner | Bevölkerungsdichte |
| ---- | --------- | ------------------ |
| 1991 | 4.200     | -                  |
| 1996 | 4.667     | -                  |
| 2001 | 4.995     | 147,3 Ew./km²      |
| 2002 | 5.156     | -                  |
| 2003 | 5.122     | 151 Ew./km²        |
| 2004 | 5.256     | 155,0 Ew./km²      |
| 2005 | 5.276     | 155,5 Ew./km²      |
| 2006 | 5.257     | 155,0 Ew./km²      |
| 2007 | 5.310     | 156,5 Ew./km²      |
| 2014 | 5.464     | 159,4 Ew./km²      |